# Rej Kurcvajl
Rejmond Kurcvajl (rođen 12. februara 1948) američki računarski naučnik, autor, preduzetnik, futurista i pronalazač. Bavi se oblastima kao što su optičko prepoznavanje karaktera (OCR), sinteza teksta u govor, tehnologija prepoznavanja govora i instrumenti elektronske tastature. Napisao je knjige o zdravstvenoj tehnologiji, veštačkoj inteligenciji (VI), transhumanizmu, tehnološkoj singularnosti i futurizmu. Kurcvajl je javni zagovornik futurističkih i transhumanističkih pokreta i drži javne govore kako bi podelio svoje optimistično gledište o tehnologijama produženja života i budućnosti nanotehnologije, robotike i biotehnologije.

## Bibliografija

### Ne-fikcija
- The Age of Intelligent Machines (1990)
- The 10% Solution for a Healthy Life (1993)
- The Age of Spiritual Machines (1999)
- Fantastic Voyage: Live Long Enough to Live Forever (2004 – u koautorstvu sa dr Terijem Grosmanom)
- The Singularity Is Near (2005)
- Transcend: Nine Steps to Living Well Forever (2009 – u koautorstvu sa dr Terijem Grosmanom)
- How to Create a Mind (2012)
- The Singularity Is Nearer (2024)

### Fikcija
- Danielle: Chronicles of a Superheroine (2019)

## Spoljašnje veze
- Zvanični veb-sajt
- Rej Kurcvajl na veb-sajtu  (jezik: engleski)
- Raymond Kurzweil na sajtu  (jezik: engleski)
- Ray Kurzweil Interview at NAMM Oral History Collection (January 20, 2007)
- Official Danielle Superheroine website